# Лазуренко Михайло Костянтинович
Михайло Костянтинович Лазуренко (21 листопада 1908, місто Горлівка, тепер Донецької області — 21 листопада 1987, місто Київ) — український радянський партійний і державний діяч. Обирався депутатом Верховної Ради УРСР 2-го і 5-го скликань. Депутат Верховної Ради СРСР 4—7-го скликань. Член ЦК КПУ в березні 1954 — березні 1971 року. Член Центральної Ревізійної Комісії КПРС з лютого 1956 по жовтень 1961 року.

## Біографія

Могила Михайла Лазуренка

Народився в родині шахтаря. Член комсомолу з 1925 року. З 1927 року працював слюсарем паровозного депо. У 1930 році закінчив індустріальний технікум. З 1930 року — технік-механік станції Красний Лиман Донецької залізниці.
Член ВКП(б) з 1931 року.
З 1931 року — на профспілковій роботі: заступник голови, а потім голова районного бюро інженерів і техніків Південної залізниці, голова центрального дорожнього бюро інженерів і техніків залізниць Півдня.
До липня 1939 року — 2-й секретар Ленінського районного комітету КП(б)У міста Харкова. З липня по грудень 1939 року — 1-й секретар Ленінського районного комітету КП(б)У міста Харкова.
З вересня 1939 року — на керівній роботі у Тимчасовому управлінні міста Станіслава. З грудня 1939 по 1941 рік — 3-й секретар Станіславського міського комітету КП(б)У.
У 1941—1944 роках — служив у Червоній армії на політичній роботі, був старшим інструктором політичного відділу, начальником відділку політичного відділу армії та Південного штабу партизанського руху. Учасник німецько-радянської війни.
У травні 1944 — листопаді 1946 року — 2-й секретар Станіславського міського комітету КП(б)У.
У листопаді 1946 — вересні 1949 року — 2-й секретар Станіславського обласного комітету КП(б)У.
У вересні 1949—1952 роках — слухач Київської Вищої партійної школи при ЦК КП(б)У.
У червні 1952— лютому 1954 року — секретар Львівського обласного комітету КПУ.
З 9 лютого 1954 року по 11 лютого 1961 року — 1-й секретар Львівського обласного комітету КПУ.
З лютого 1961 по січень 1963 року — 1-й секретар Житомирського обласного комітету КПУ. З січня 1963 по грудень 1964 року — 1-й секретар Житомирського сільського обласного комітету КПУ. З грудня 1964 по 13 травня 1968 року — 1-й секретар Житомирського обласного комітету КПУ.
З травня 1968 по 1983 рік — член Комітету партійного контролю при ЦК КПРС.
З 1984 року — на пенсії. Помер у 1987 році у Києві. Похований на Байковому кладовищі.

## Нагороди
- орден Леніна (26.02.1958)
- орден Жовтневої Революції
- три ордени Трудового Червоного Прапора (23.01.1948)
- орден Вітчизняної війни ІІ ст. (6.04.1985)
- медаль «Партизанові Вітчизняної війни» І ст.
- медаль «За оборону Кавказу»
- медаль «За перемогу над Німеччиною у Великій Вітчизняній війні 1941—1945 рр.» (1945)
- медаль «За доблесну працю у Великій Вітчизняній війні 1941—1945 рр.» (1945)
- медаль «За трудову доблесть»
- медалі